# Иван Георгиев (офицер)
Вижте пояснителната страница за други личности с името Иван Георгиев.
Иван Георгиев Георгиев е български военен деец, полковник, командир на 25-и пехотен драгомански полк по време на Втората световна война (1941 – 1945).

## Биография
Роден е на 3 септември 1898 година в пловдивското село Устина. През 1920 година завършва Военното училище в София. От 1941 година служи в първи пехотен софийски полк. През 1944 година е назначен за командир на двадесет и пети пехотен драгомански полк. От 1945 е началник на 11-о военно окръжие. На следващата година е в щаба на втора дивизионна област. На 31 юли 1946 година е уволнен с мотив „в интерес на службата“. Награждаван е с орден „За храброст“, IV степен, 2 клас.

## Военни звания
- Подпоручик (4 октомври 1920)
- Поручик (27 ноември 1923)
- Капитан (31 октомври 1930)
- Майор (3 октомври 1938)
- Подполковник (3 октомври 1942)
- Полковник (1945)